# 旅立ちの春が来た
「旅立ちの春が来た」（たびだちのはるがきた）は、スマイレージのメジャー13枚目のシングル。2013年3月20日にアップフロントワークス（hachamaレーベル）から発売された。

## 概要
- 初回生産限定盤A・B・C・D、通常盤の5形態での発売[4]。
- 初回生産限定盤A・B・CはCD+DVD、初回生産限定盤D・通常盤はCDのみの商品構成[4]。
- 初回生産限定盤のみ、イベント抽選シリアルナンバーカード封入。

## チャート成績
2013年3月22日付のオリコンシングルデイリーランキングで、スマイレージにとって初となる1位を獲得し、週間ランキングでは4位となった。

## 収録曲（全盤共通）
全作詞・作曲：つんく
1. 旅立ちの春が来た
編曲：大久保薫
2. どうしよう
編曲：平田祥一郎
3. 旅立ちの春が来た（Instrumental）

初回生産限定盤A付属DVD
1. 旅立ちの春が来た（Music Video）
2. 旅立ちの春が来た（Close-up Ver.）

初回生産限定盤B付属DVD
1. 旅立ちの春が来た（Music Video）
2. 旅立ちの春が来た（Dance Shot Ver.)

初回生産限定盤C付属DVD
1. 旅立ちの春が来た（Music Video）
2. メイキング映像

## 参加メンバー
- 1期：和田彩花、福田花音
- 2期：中西香菜、竹内朱莉、勝田里奈、田村芽実

## 参加ミュージシャン
旅立ちの春が来た
- キーボード&プログラミング：大久保薫
- コーラス：CHINO

どうしよう
- プログラミング：平田祥一郎
- コーラス：福田花音・CHINO